# 说事儿
《说事儿》是崔永元、赵本山及宋丹丹于2006年中央电视台春节联欢晚会上所表演的一个小品。

## 背景
崔永元离开的原来的栏目《实话实说》改为《小崔说事》的主持人，因此小品的名字改为说事儿。说事儿是上一个小品《昨天 今天 明天》的续集，也是赵本山两个三部曲的其中之一。